# David S. Oderberg
David S. Oderberg (* 1963) ist ein australischer Philosoph. Er vertritt einen aristotelischen Essentialismus und Hylemorphismus als Metaphysik. In seinen Arbeiten griff er vielfach den ethischen Konsequentialismus und die bioethischen Positionen seines Landsmanns Peter Singer an.
Nach dem Studium an der Universität Melbourne promovierte Oderberg an der Universität Oxford. Er ist seit 1987 dauerhaft in Großbritannien wohnhaft und hat an der Universität Reading eine Professur inne.

## Werke
eine vollständige Literaturliste ist unter „Weblinks“ verlinkt
- The Metaphysics of Identity over Time. London/New York: Macmillan/St Martin’s Press, 1993. ISBN 0-333-59351-0
- Moral Theory: A Non-Consequentialist Approach. Oxford: Blackwell, 2000. ISBN 0-631-21903-X
- Applied Ethics: A Non-Consequentialist Approach. Oxford: Blackwell, 2000. ISBN 0-631-21905-6
- Real Essentialism. London: Routledge, 2007. ISBN 0-415-32364-9